# 海门大桥
39°0′35.40″N 117°39′4.98″E / 39.0098333°N 117.6513833°E

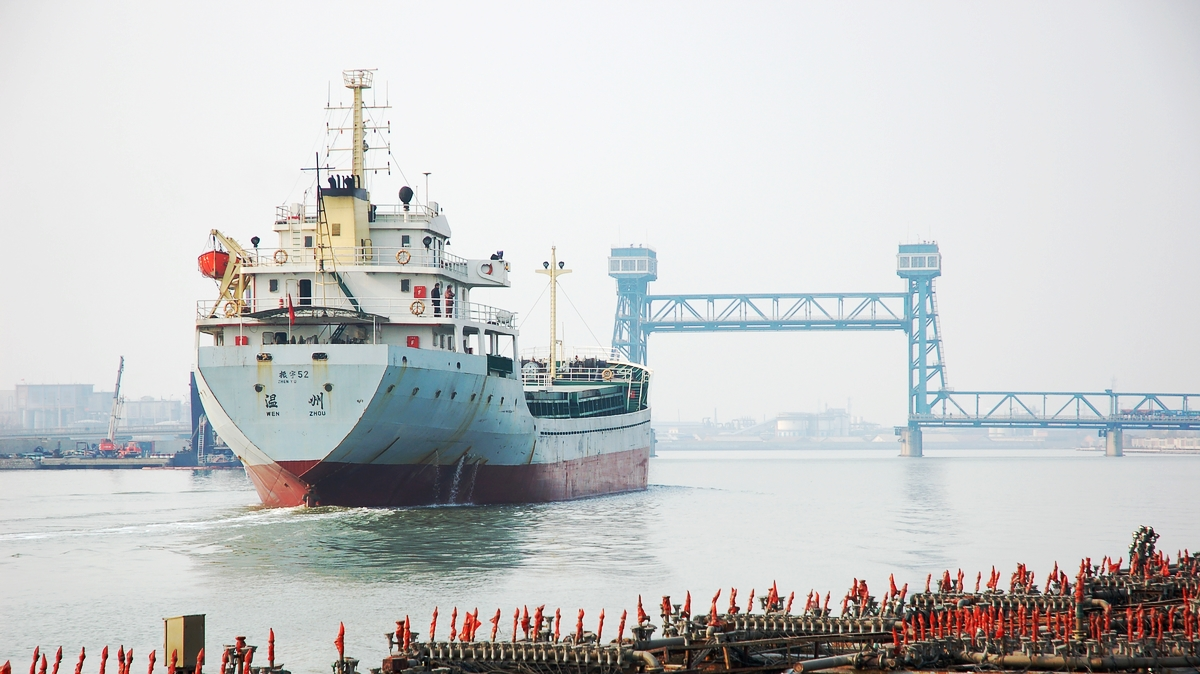
刚刚通过海门大桥的货轮

海门大桥位于天津市滨海新区，是一座跨海河的升降式开启桥。桥南为河南路，桥北为河北路。于1985年11月13日建成通车,是当时国内最大的公路开启桥。总长903.74米，由正桥、引桥、引道等3部分组成。由于该桥所在的海河河段在明代被称为“海门”而得名。
该桥2010年1月1日前为收费通行，在桥南端设有收费站。自2010年1月1日零时起，为进一步提升滨海新区形象，方便市民出行及车辆运输，停止了海门大桥的收费。但在停止收费后，由于通行车辆过多等原因，该桥在早晚高峰时段经常发生交通拥堵。故本桥现已对除公交车以外车辆限高2.5m